# Salvajes (serie de televisión)
The Wilds (en Hispanoamérica: Salvajes) es una serie de televisión estadounidense de drama creada por Sarah Streicher para Amazon Prime Video. Se trata de un grupo de chicas jóvenes cuyo avión se estrella y las deja varadas en una isla desierta. El portal Refinery29, describió la serie como "partes iguales de drama adolescente angustiado y aventura de supervivencia". La primera temporada de 10 episodios se lanzó el 11 de diciembre de 2020. En diciembre de 2020, la serie fue renovada para una segunda temporada, de 8 episodios, que se estrenó el 6 de mayo de 2022.
En julio de 2022, la serie fue cancelada después de dos temporadas.

## Sinopsis
The Wilds sigue a «un grupo de adolescentes de orígenes radicalmente diferentes se encuentran varadas en una isla remota, sin saber que se han convertido en el asunto de un experimento social elaborado».

## Reparto

### Principal
- Sarah Pidgeon como Leah Rilke, una de las supervivientes del accidente, es madura para su edad, es creativa y taciturna y tiene una mente hiperactiva, además de ser una persona bastante solitaria que prefiere leer, escribir y observar el mundo que la rodea. Leah establece un vínculo inesperado con un autor famoso veinte años mayor que ella y entre ellos se desarrolla una relación picante.
- Mia Healey como Shelby Goodkind, una de las supervivientes del accidente, Una princesa de concursos, temerosa de Dios y pareja de Toni. Es del corazón de Texas. Su optimismo natural ayuda a los habitantes de la isla a mantener la esperanza. A pesar de su apariencia angelical, Shelby tiene mucho coraje oculto y varios secretos que esconde de los demás.
- Erana James como Toni Shalifoe, una de las supervivientes del accidente, a la que solo comprende su mejor amiga Martha y nadie la quiere comprender pese a su situación (no conoció a su padre, su madre lleva toda la vida en un centro de desintoxicación, su novia cortó con ella por salvarle la vida y estuvo con una familia de acogida que no la quería), exjugadora de baloncesto, atlética y mejor amiga de Martha.
- Helena Howard como Nora Reid, una de las supervivientes del accidente, una erudita, tranquila, amante del arte, introvertida y hermana melliza de Rachel.
- Reign Edwards como Rachel Reid, una de las supervivientes del accidente, una clavadista de Nueva York y hermana melliza de Nora.
- Shannon Berry como Dot Campbell, una de las supervivientes del accidente, una chica de Texas ruda con conocimiento de técnicas de supervivencia
- Sophia Ali como Fatin Jadmani, una de las supervivientes del accidente, una chelista de Berkeley segura de sí misma.
- Jenna Clause como Martha Blackburn, una de las supervivientes del accidente, una defensora de animales, vive en Minnesota y es la mejor amiga de Toni.
- Rachel Griffiths como Gretchen Klein, la responsable del programa "El Amanecer de Eva" (En inglés, DAWN OF EVE)
- David Sullivan como el Dr. Daniel Faber, un psicólogo de trauma que entrevista a las supervivientes tras ser rescatadas e intenta sacarles información, sobre todo a Leah.
- Troy Winbush como Dean Young, un aparente agente del FBI que también entrevista a las supervivientes.

### Recurrente
- Jarred Blakiston como Alex, miembro del equipo de Gretchen que duda de sus métodos
- Jen Huang como Susan, miembro del equipo de Gretchen
- Joe Witkowski como Thom, miembro del equipo de Gretchen
- Barbara Eve Harris, miembro del equipo de Gretchen

### Estrellas invitadas
- Chi Nguyen como Jeanette Dao, la novena chica en el avión. Se descubre que su verdadero nombre es Linh Bach y trabaja para Gretchen como infiltrada
- James Fraser como Ian Murnen, el amigo de Leah que tiene sentimientos por ella
- Carter Hudson como Jeffrey Galandis, un escritor con el que Leah tiene una breve relación. Rompe con ella después de descubrir que ella es menor de edad
- Greg Bryk como Tim Campbell, el padre enfermo de Dot
- Shane Callahan como James Reid, el padre de Nora y Rachel
- Ddé Dionne Gipson como Angela Reid, la madre de Nora y Rachel
- Jose Velázquez como Mateo, el enfermero que cuida al padre de Dot y tiene sentimientos por ella
- Bella Shepard como Regan, la exnovia de Toni
- Poorna Jagannathan como Rana Jadmani, la madre de Fatin
- Ali Ghadir como Ahmad Jadmani, el padre de Fatin
- Warren Kole como Dave Goodkind, el padre de Shelby que lleva a cabo sesiones de terapia de reorientación sexual
- Stefania LaVie Owen como Becca Gilroy, la mejor amiga de Shelby que tiene sentimientos por ella
- Bonnie Soper como JoBeth Goodkind, la madre de Shelby
- Kimberly Guerrero como Bernice Blackburn, la madre de Martha
- Lewis Fitz-Gerald como Dr. Ted Wolchak, un doctor que abusó sexualmente de Martha, y otras cuantas niñas, cuando era pequeña
- Johnny Berchtold como Quinn, el exnovio de Nora, a quien conoció en verano durante un curso en el campus universitario

## Episodios
| Temporada | Temporada | Episodios | Episodios | Lanzamiento original    | Lanzamiento original    |
| --------- | --------- | --------- | --------- | ----------------------- | ----------------------- |
|           | 1         | 10        | 10        | 11 de diciembre de 2020 | 11 de diciembre de 2020 |
|           | 2         | 8         | 8         | 6 de mayo de 2022       | 6 de mayo de 2022       |

### Temporada 1 (2020)
| N.º en serie | N.º en temp. | Título           | Dirigido por      | Escrito por                   | Personaje central | Fecha de lanzamiento original |
| --- | ------------ | ---------------- | ----------------- | ----------------------------- | ----------------- | ----------------------------- |
| 1 | 1            | «Día Uno»        | Susanna Fogel     | Sarah Streicher               | Leah              | 11 de diciembre de 2020       |
| De camino al retiro "El Amanecer de Eva" en Hawái, nueve chicas adolescentes (Rachel, Nora, Martha, Toni, Shelby, Dot, Leah, Fatin y Jeanette) quedan varadas en una isla remota cuando sufren un accidente de avión. A pesar de que la mayoría de las chicas no sufren ningún daño, Jeanette sufre una herida seria en el estómago y muere a causa de la hemorragia interna. Usando el móvil de Dot, intentan llamar para pedir ayuda, pero se queda sin batería. Sin que las adolescentes lo sepan, Gretchen Klein, la organizadora del programa "El Amanecer de Eva", las está vigilando a través de cámaras escondidas en la isla; Jeanette funcionaba como agente encubierta para Gretchen como una de las chicas supervivientes. En unos flashbacks se muestra la vida de Leah anterior al accidente: mantenía una relación romántica y sexual con Jeffrey, un novelista de unos 30 años; cuando este descubre que Leah le había mentido sobre su mayoría de edad, rompe inmediatamente la relación. En una prolepsis, un tiempo después de ser rescatada de la isla, Leah es interrogada por dos investigadores del FBI, Daniel Faber y Dean Young. Les cuenta que en la primera noche, mientras el resto de las chicas estaban dormidas, el teléfono de Jeanette comenzó a sonar desde su tumba. Leah lo encuentra y lo utiliza para llamar a Jeffrey, pero no es capaz de decir nada y el teléfono se queda sin batería.                                                                                                 |              |                  |                   |                               |                   |                               |
| 2 | 2            | «Día Dos»        | John Polson       | Sarah Streicher               | Rachel            | 11 de diciembre de 2020       |
| Leah les cuenta a las demás chicas que había encontrado el teléfono de Jeanette, pero no les dice que lo usó para llamar a Jeffrey. Rachel se enfada con Jeanette por no haberles dicho que tenía un móvil antes de morir. Toni tiene celos de la nueva amistad entre Shelby y Martha. Rachel, Leah y Shelby caminan hacia la cima de una colina para intentar ver mejor lo que hay en la isla y planean usar el espejo de Fatin en caso de necesitar ayuda. Accidentalmente, Rachel lanza el espejo por el borde de un precipicio durante una discusión; Leah intenta rescatarlo, pero no lo consigue. Mientras, Gretchen sigue vigilando a las chicas y les hace llegar una mochila que contiene medicinas, que aparentemente pertenecía al piloto del avión. En unos flashbacks se cuenta el pasado de Rachel: era una saltadora de trampolín a la que su entrenadora le había dicho que no tenía el cuerpo necesario para el deporte. Rachel comienza a sufrir bulimia para intentar mantener su peso bajo control, lo que causa que su relación con Nora se deteriore, y durante una competición se golpea la cabeza con el trampolín. En una prolepsis, Rachel es interrogada por Faber y Young y se descubre que perdió su mano derecha antes de ser rescatada. |              |                  |                   |                               |                   |                               |
| 3 | 3            | «Día Tres»       | John Polson       | Sarah Streicher               | Dot               | 11 de diciembre de 2020       |
| Dot y Shelby van en busca de un refugio para el grupo y encuentran una cueva. Mientras, Rachel, Leah y Nora nadan hasta los restos del avión para intentar encontrar más suministros. Rachel y Leah bucean varias veces para tratar de recuperar la caja negra del avión; Rachel casi ahoga a Leah al intentar que permanezca más tiempo bajo el agua. Habiendo recuperado la caja negra, vuelven con el resto del grupo y debaten sobre si deberían abrirla o no; después de una votación, optan por abrirla y escuchan la grabación del piloto pidiendo ayuda mientras el avión se estrella. En unos flashbacks se descubre que Dot vendía drogas a los estudiantes de su instituto (incluyendo al novio de Shelby, que la engaña) mientras cuida de su padre enfermo, Tim. Éste le pide a su hija que le haga la eutanasia, a lo que ella acepta a regañadientes; su último deseo es que vaya al retiro de "El Amanecer de Eva". Más tarde, Gretchen se encuentra con Dot y le ofrece el viaje gratis. La adolescente le responde que nada es gratis y se pregunta qué es lo que Gretchen quiere realmente de ella. En prolepsis, se muestra el interrogatorio de Dot con Faber y Young. |              |                  |                   |                               |                   |                               |
| 4 | 4            | «Día Seis»       | Cherie Nowlan     | Tonya Kong                    | Toni              | 11 de diciembre de 2020       |
| Cuando una bolsa de Takis es arrastrada a la arena, las chicas tienen un concurso de construcción de refugios para determinar quiénes se quedan con la comida. Leah se enfada con Fatin por no ayudar; la primera empuja a la segunda después de que ésta se burle de su relación con Jeffrey. Toni sigue molesta con Shelby, por sus intentos de tomar el mando, y con Martha, por su creciente amistad con Shelby. Toni acaba perdiendo el control y destruye el refugio en un arrebato de furia, lo que causa que Martha se decepcione y le acaba diciendo a Toni que está cansada de arreglar sus problemas. Esa noche, Fatin se va del nuevo refugio tras una discusión con Leah. La vida de Toni se muestra en unos flashbacks, mostrando que está en el sistema de acogida ya que su madre está en rehabilitación. En el instituto, Toni comienza a salir con la chica nueva Regan, pero rompen debido a la poca paciencia de Toni y su inhabilidad de alejarse de los conflictos. Después de la ruptura, Martha la consuela y la invita a quedarse en su casa. En una prolepsis, Toni habla con Faber y Young y les dice que la caja negra era inútil. |              |                  |                   |                               |                   |                               |
| 5 | 5            | «Día Siete»      | Haifaa al-Mansour | Shalisha Francis-Feusner      | Fatin             | 11 de diciembre de 2020       |
| A la mañana siguiente, Fatin sigue desaparecida y Toni encuentra un trozo de su ropa con sangre. El grupo se adentra en el bosque para encontrarla, menos Nora, que se queda para vigilar la hoguera. Mientras buscan a Fatin, Rachel se queda atrapada en el lodo y el resto la ayuda a salir. Al mismo tiempo, Nora consigue mantener el fuego encendido al quemar unas páginas de una libreta. El grupo acaba encontrando a Fatin, que había descubierto un lago, lo que les permite tener una fuente de agua potable. De vuelta al campamento, Fatin y Leah hacen las paces y queman el libro escrito por Jeffrey. Esa noche, van a la tumba de Jeanette para enterrarla a más profundidad, pero descubren que el cuerpo ya no se encuentra allí. En los flashbacks se revela que Fatin es una chelista reconocida, obligada por su madre a seguir tocando. Cuando descubre que su padre está engañando a su madre, publica las pruebas del adulterio anónimamente; sin embargo, es descubierta y su madre apoya a su padre y deciden enviar a Fatin a un internado religioso después de que vuelva de Hawái. En una prolepsis, Fatin es interrogada por Faber y Young. |              |                  |                   |                               |                   |                               |
| 6 | 6            | «Día Doce»       | Alison Maclean    | Sarah Streicher               | Leah              | 11 de diciembre de 2020       |
| El cuerpo de Jeanette se le entrega a Gretchen. Rachel encuentra unos mejillones, un festín para todas menos Shelby, quien dice ser alérgica. La homofobia de Shelby hacia Toni es criticada por el resto del grupo. Pronto, todas menos Shelby sufren una intoxicación alimentaria debido a los mejillones, sufriendo Toni los peores síntomas. Leah va a buscar la mochila que contiene medicamentos; pero al ver a Shelby actuando sospechosamente, comienza a seguirla tras apoyar la mochila en un árbol del que después cae, causando que se pierdan algunas pastillas. Una vez de vuelta, Shelby obliga a Toni a tomar la última pastilla anti-náusea. Esa noche, Martha se desmaya y Leah admite que había perdido algunas pastillas. Mientras, Gretchen se admite en un hospital psiquiátrico para conocer a Faber y ofrecerle un trabajo. En unos flashbacks, Ian, el amigo de Leah, intenta besarla durante una acampada, pero ella se va cuando él critica las acciones de Jeffrey; después, acusa a su amigo de haberle dicho a Jeffrey que era menor de edad. Después de una fiesta, Leah es atropellada por un coche; y en el hospital, sus padres expresan sus preocupaciones sobre la depresión de Leah. En prolepsis, Faber habla con Leah en su habitación; el sicólogo critica la tendencia obsesiva y paranoica de Leah y se ve obligado a sedarla cuando ésta pierde la calma. |              |                  |                   |                               |                   |                               |
| 7 | 7            | «Día Quince»     | Ed Wild           | Melissa Blake                 | Jeanette          | 11 de diciembre de 2020       |
| La marea alta inunda la playa, arrastrando muchos de los víveres del grupo hacia el mar; por lo que deciden mover el campamento a otro lugar. Shelby encuentra otras dos maletas limpias, llenas de suministros valiosos. Sospechosa del oportuno descubrimiento de Shelby y su comportamiento, Leah la acusa de saber algo sobre la situación en la que se encuentran. Shelby revela que su secreto es que le faltan dos dientes y que lleva una dentadura postiza. Estando a solas, Toni le dice a Shelby que se aproveche de la oportunidad de ser libre de las expectativas de su familia y Shelby la besa. Mientras, Nora le dice al grupo que Rachel no había conseguido un puesto en el equipo de salto de trampolín y que no es verdad que vaya a ir a Stanford. Con esto, las hermanas comienzan a pelear físicamente hasta que Dot las obliga a parar. Después, un avión vuela sobre la isla y ve a las chicas, dándoles una esperanza de rescate. Los flashbacks revelan que Jeanette era en realidad Linh Bach, una estudiante licenciada a quien Gretchen había reclutado para un estudio sobre cómo la sociedad se comportaría en la ausencia del patriarcado. Al ver a las chicas drogadas para llevar a cabo el montaje del accidente de avión, Linh se plantea no formar parte del plan y se lesiona al caer del muelle, pero decide seguir adelante con el proyecto, sin saber que su herida sería mortal. |              |                  |                   |                               |                   |                               |
| 8 | 8            | «Día Dieciséis»  | Tara Nicole Weyr  | Amy B. Harris & Melissa Blake | Shelby            | 11 de diciembre de 2020       |
| Gretchen consigue mover algunos hilos para prevenir que el piloto, que había visto a las chicas, las rescate. El grupo, creyendo que el rescate es inminente, acaban con casi toda la comida que les quedaba, incluyendo unos comestibles de cannabis. Drogadas, las adolescentes hablan sobre los planes que tienen para cuando salgan de la isla. Toni convence a Shelby de no contarle a Martha sobre el beso. Rachel acepta que su carrera deportiva está acabada. En el bosque, Martha descubre a Alex, uno de los asistentes de Gretchen, pero al estar bajo la influencia del cannabis, el resto del grupo no le cree. Cuando llegan al lugar donde Martha dice haber visto al chico, se encuentran de nuevo con el maniquí que habían encontrado hacía unos días. Esa noche, Shelby se corta unos mechones de pelo tras perder la calma. Más tarde, Leah se disculpa por haberla acusado. Los flashbacks nos muestran la vida de Shelby, proveniente de una familia cristiana, como participante en los concursos de belleza; su padre lleva a cabo sesiones de terapia de reorientación sexual. Mientras se prueba unos vestidos para el concurso, Shelby besa a su mejor amiga, Becca; y después de que sus padres las descubran, Shelby le pide a Becca que se aleje de ella. Después, se entera del suicidio de Becca. En la prolepsis se muestra a Shelby, quien ahora tiene la cabeza rapada, siendo interrogada por Faber y Young. Demanda que le dejen ir a ver a Leah y cuando está con ella, le cuela una nota. |              |                  |                   |                               |                   |                               |
| 9 | 9            | «Día Veintidós»  | Sydney Freeland   | J.L. Tiggett                  | Martha            | 11 de diciembre de 2020       |
| En la isla, se revela que las chicas se han quedado sin comida. Toni, Martha y Shelby se adentran en el bosque para buscar alimentos y, cuando no encuentran nada, Shelby sugiere ir de caza. Triste, Martha se va. Nora se da cuenta de que Rachel teme al agua. Leah continúa con sus sospechas sobre la isla e intenta alejarse nadando, pero Rachel la salva de morir ahogada. Mientras, Martha deja escapar a una cabra, lo que causa que Toni se enfade, pero más tarde la mata. Shelby y Toni encuentran frutas del bosque; se besan de nuevo y tienen sexo. Se revela que Nora es la segunda informante después de que Leah la encuentra hablando con el equipo de Gretchen. En algunos flashbacks se cuenta que Martha fue abusada sexualmente por el doctor que la ayudó después de sufrir una lesión, pero lo niega. Cuando llega a la adolescencia, se revela que ha sido acusado de abusar de niñas. En un principio, Martha se niega a hablar con el fiscal de distrito, sin embargo, más tarde acepta a testificar en contra de él, pero miente y dice que no le hizo nada. En la prolepsis, Young repasa las evidencias de Martha, pero no encuentra nada. Young sugiere usar la mentira de Martha en contra de su familia para que no los demanden. |              |                  |                   |                               |                   |                               |
| 10 | 10           | «Día Veintitrés» | John Polson       | Sarah Streicher               | Nora              | 11 de diciembre de 2020       |
| Un montaje muestra la intervención de Nora en el estudio. Toni y Shelby se levantan al día siguiente y Shelby le dice que disfrutó de la noche, pero que aún no está preparada para hablar de ello. El resto del grupo ayuda a Martha a llevar a la cabra al campamento. Leah no aparenta recordar nada de lo ocurrido la noche anterior, pero Nora no le cree. Shelby y Toni vuelven al campamento. Leah busca las cámaras en el bosque y sigue a Nora antes de caer en un foso. Shelby y Toni hablan sobre sus sentimientos por la otra. Cuando Leah consigue salir del foso, va a enfrentarse con Nora, pero Rachel es atacada por un tiburón. Los flashbacks muestran a Nora conociendo a un chico llamado Quinn durante el verano. En otoño, Nora descubre que Quinn había sido asesinado durante una novatada. Se encuentra a Gretchen y descubre que fue su hijo quien había matado a Quinn. Gretchen recluta a Nora para el estudio. En la prolepsis se revela que en la nota que Shelby le había dado a Leah está escrito "Tenías razón". Más tarde, Leah convence a Young para que la deje salir y le dice dónde están. Cuando la acompaña de vuelta a su habitación, Leah consigue dejar la puerta sin cerrar e intenta escapar. Al hacerlo, descubre un grupo con chicos igual al de ellas. |              |                  |                   |                               |                   |                               |

### Temporada 2 (2022)
| N.º en serie | N.º en temp. | Título        | Dirigido por    | Escrito por                 | Personaje central | Fecha de lanzamiento original |
| ------------ | ------------ | ------------- | --------------- | --------------------------- | ----------------- | ----------------------------- |
| 11           | 1            | «Día 30 / 1»  | Alison Maclean  | Sarah Streicher             | TBA               | 6 de mayo de 2022             |
| 12           | 2            | «Día 34 / 12» | Alison Maclean  | Melissa Blake               | TBA               | 6 de mayo de 2022             |
| 13           | 3            | «Día 36 / 14» | Nima Nourizadeh | Franklin Hardy              | TBA               | 6 de mayo de 2022             |
| 14           | 4            | «Día 42 / 15» | Nima Nourizadeh | Leon Chills                 | TBA               | 6 de mayo de 2022             |
| 15           | 5            | «Día 45 / 16» | Ben C. Lucas    | Amy B. Harris & Leon Chills | TBA               | 6 de mayo de 2022             |
| 16           | 6            | «Día 46 / 26» | Ben C. Lucas    | A. Rey Pamatmat             | TBA               | 6 de mayo de 2022             |
| 17           | 7            | «Día 50 / 33» | Aurora Guerrero | Franklin Hardy              | TBA               | 6 de mayo de 2022             |
| 18           | 8            | «Éxodo»       | Ben Young       | Sarah Streicher             | TBA               | 6 de mayo de 2022             |

## Producción

### Desarrollo
El 28 de junio de 2018, se anunció que Amazon Prime Video ordenó el episodio piloto creado y escrito por Sarah Streicher titulado The Wilds. Además, Streicher se desempeña como productora ejecutiva junto a Jamie Tarses y Dylan Clark. El 3 de agosto de 2018, se anunció que Susanna Fogel dirigirá el episodio piloto y servirá como productora ejecutiva. El 24 de noviembre de 2018, se anunció que Cause+FX estará a cargo de los efectos visuales. El 28 de mayo de 2019, se anunció que Amazon Prime Video recogió el episodio piloto para ser una serie de televisión. Además se anunció que Amy B. Harris fue elegida como showrunner y que Brian Williams será productor ejecutivo. El 19 de diciembre de 2020, Amazon Studios renovó la serie para una segunda temporada, que se estrenó el 6 de mayo de 2022.
El 28 de julio de 2022, Amazon canceló la serie después de dos temporadas.

### Casting
El 31 de julio de 2018, se anunció que Mia Healey, Helena Howard, Reign Edwards y Shannon Berry fueron elegidas en roles principales. El 7 de noviembre de 2019, se anunció que Rachel Griffiths, David Sullivan, Troy Winbush, Sophia Ali, Sarah Pidgeon, Jenna Clause y Erana James fueron elegidos en roles principales.

### Rodaje
El episodio piloto se rodó en Auckland, Nueva Zelanda en septiembre de 2018 y la producción de la temporada comenzó en octubre de 2019. La mayoría de las escenas en exteriores de la primera temporada fueron rodadas en Bethells Beach, Nueva Zelanda. El rodaje de la segunda temporada, que empezó en abril de 2021 y terminó en agosto de 2021, se trasladó a Queensland, Australia.

## Recepción
En Rotten Tomatoes la serie recibió un 92% de críticas favorables basadas en 25 reseñas, con una puntuación media de 7.32 sobre 10. El consenso de la página web escribe: "Un thriller adictivo que también captura las complejas vidas de chicas adolescentes, vale la pena adentrarse en The Wilds." Metacritic le dio a la serie una puntuación de 76 sobre 100 basada en 11 críticas "generalmente favorables".
Kristen Baldwin, de la revista Entertainment Weekly, le dio  un B+ a la serie y escribió: "Aquí, el misterio no es tanto por qué las chicas están en la isla, sino cómo estar allí las cambiará - y yo, personalmente, quiero volver." Richard Roeper del Chicago Sun-Times le otorgó 3,5 de 4 estrellas y dijo: "Lo que es tan impresionante sobre The Wilds es como la creadora Sarah Streicher y el joven reparto talentoso nos sumergen tan rápido en este mundo y crean un interés y simpatía con esas ocho adolescentes casi al instante."

### Reconocimientos
| Año  | Asociación         | Categoría             | Nominados | Resultado | Ref.   |
| ---- | ------------------ | --------------------- | --------- | --------- | ------ |
| 2021 | GLAAD Media Awards | Mejor Serie Dramática | The Wilds | Nominado  | [ 19 ] |

## Representación en la serie

### Pueblos indígenas
Uno de los factores con los que la serie ha atraído a generaciones jóvenes es la amplia representación. Toni (Erana James) y Martha (Jenna Clause) provienen de una reserva americana nativa. Durante los flashbacks se enseña que Martha participa en muchos de los rituales de la reserva. Jenna Clause ha afirmado que es miembro del Nation Wolf Clan Cayuga de los iroqueses pertenecientes a la Reserva de las Seis Naciones. Erana James ha confirmado que es maorí.